# 唐納德·史密斯
唐納德·史密斯（英語：Donald Smythe，1924年4月27日—2016年11月20日），是一名加拿大男子羽球運動員。
唐納德·史密斯曾經贏得了9個加拿大全國冠軍（4個單打冠軍，5個男子雙打冠軍），並在1950年代代表他的國家參賽。以其堅韌和穩定而著稱。在著名的全英羽球錦標賽裡，除了傳奇的大衛·G·佛里曼外，史密斯是唯一打進男子單打決賽的北美人（1954年）。史密斯在1951年至1958年間連續三次代表加拿大參加湯姆斯盃（男子國際團體賽）比賽。
他於1974年入選加拿大業餘體育名人堂。